# Sam Riegel
Samuel Brent Oscar Riegel, talvolta accreditato come Jack Lingo, detto Sam (Washington, 9 ottobre 1976), è un doppiatore e scrittore statunitense.
Ha dato voce a diversi personaggi di anime, videogiochi e cartoni animati, tra cui Donatello nella serie animata del 2003 delle Tartarughe Ninja, Riven nel revival Nickelodeon di Winx Club e Phoenix Wright nei giochi di Ace Attorney (a partire dal 2011), oltre ad essere il direttore del doppiaggio di Fresh Beat Band of Spies e Sanjay and Craig.
Inoltre è conosciuto per essere membro del cast della webserie Critical Role, basata sul gioco di ruolo Dungeons & Dragons.

## Filmografia

### Serie animate
- Tartarughe Ninja (serie animata 2003) (Donatello, Chaplin)

### Anime
- Blade (Ikeda)
- Blue Dragon (Jiro)
- Blue Exorcist (Mephisto Pheles)
- Durarara!! (Ryo Takiguchi, Isaac Dian)
- Ergo Proxy (Pull)
- Fate/stay night (Shirō Emiya)
- Ikkitousen (Chuei Totaku)
- Ikkitousen: Xtreme Xecutor (Chuei Totaku)
- Kill la Kill (Suzuki)
- La malinconia di Haruhi Suzumiya (Taniguchi)
- Lucky Star (Minoru Shiraishi)
- Monster (Peter)
- Persona 4: The Animation (Teddie, Shu Nakajima)
- Sfondamento dei cieli Gurren Lagann (Viral)
- Shaman King (Faust VIII)

### Film animati
- Redline (Miki)
- Suzumiya Haruhi no shōshitsu (Taniguchi)

### Videogiochi
- .hack//G.U. Vol. 1//Rebirth (Silabus)
- .hack//G.U. Vol. 2//Reminisce (Silabus)
- .hack//G.U. Vol. 3//Redemption (Silabus)
- Apollo Justice: Ace Attorney (Phoenix Wright; voce di rimpiazzo in Apollo Justice: Ace Attorney Trilogy)
- BlazBlue: Cross Tag Battle (Teddie)
- Blue Dragon (Re Jibral, Turbulent Mai)
- Chocobo GP (Ifrit, Ultros)
- Code of Princess (Allegro)
- Cross Edge (York Neely)
- Devil Summoner: Soul Hackers (Six/Shingo Sako)
- Disgaea 7: Vows of the Virtueless (Prinny)
- Eternal Sonata (Allegretto)
- Final Fantasy IV (Remake) (Edward Chris von Muir)
- Final Fantasy XIII (voci addizionali)
- Fire Emblem: Awakening (Stahl, Donnel)
- Fire Emblem Heroes (Raigh, Stahl, Donnel)
- God Hand (Azel, Bruce, Ravel, Sensei)
- Guilty Gear Xrd -SIGN- (Ky Kiske)
- Lunar: Silver Star Harmony (Nash Rumack)
- Nier Replicant ver.1.22474487139... (Jakob, voci addizionali)
- Ninja Gaiden 3 (voci addizionali)
- Persona 4 (Shu Nakajima)
- Persona 4 Golden (Teddie, Shu Nakajima)
- Persona 4 Arena (Teddie)
- Persona 4 Arena Ultimax (Teddie)
- Persona Q: Shadow of the Labyrinth (Teddie)
- Persona 4: Dancing All Night (Teddie)
- Phoenix Wright: Ace Attorney - Dual Destinies (Phoenix Wright)
- Phoenix Wright: Ace Attorney - Spirit of Justice (Phoenix Wright)
- Ratchet & Clank (videogioco 2016) (Zed, Zurkon Jr.)
- Resident Evil: The Darkside Chronicles (Steve Burnside)
- Resident Evil: Revelations 2 (Gabe Chavez)
- Romancing SaGa (Dowd)
- Shin Megami Tensei: Persona (Masao "Mark" Inaba)
- Sly Cooper: Ladri nel Tempo (Tennessee Kid Cooper)
- Sonic Lost World (Zor)
- Tales of Vesperia (Flynn Scifo)
- Tales of Xillia 2 (Jude Mathis)
- Tales of Berseria (Jude Mathis)
- Teppen (Phoenix Wright)
- The Amazing Spider-Man (videogioco 2012) (Peter Parker/Spider-Man)
- The Amazing Spider-Man 2 (videogioco) (Peter Parker/Spider-Man)
- The Last of Us (voci addizionali)
- The Last of Us Parte II (voci addizionali)
- Time Crisis 4 (Marcus Black)
- Transformers: War for Cybertron (Starscream, voci addizionali)
- Transformers: La caduta di Cybertron (Snarl, Starscream, voci addizionali)
- Transformers: Rise of the Dark Spark (Starscream, soldato Autobot 2)
- Ultimate Marvel vs. Capcom 3 (Phoenix Wright)
- Uncharted 4: Fine di un ladro (voci addizionali)
- World of Final Fantasy (Ultros)